# Barents-sziget
A Barents-sziget (norvégul Barensøya) a Spitzbergák (Svalbard) egyik szigete. Nevét Willem Barents holland felfedezőről kapta. Éghajlata a sarkvidéki éghajlat száraz változata. A sziget egy részét állandó jégtakaró borítja; gleccserei a tengerbe törnek. Állandó lakossága nincs.